# Episodi di Soko 5113 (quindicesima stagione)
La quindicesima stagione della serie televisiva Soko 5113 è stata trasmessa in anteprima in Germania dalla ZDF tra il 7 ottobre 1998 e l'11 novembre 1998.
| nº | Titolo originale        | Titolo italiano | Prima TV Germania | Prima TV Italia |
| -- | ----------------------- | --------------- | ----------------- | --------------- |
| 1  | Siebzigtausend          |                 | 7 ottobre 1998    |                 |
| 2  | Ein Mord aus Liebe      |                 | 23 settembre 1998 |                 |
| 3  | Dunkler Regen           |                 | 10 luglio 1998    |                 |
| 4  | Noch 36 Stunden         |                 | 30 settembre 1998 |                 |
| 5  | Ein Mord wie in Palermo |                 | 14 ottobre 1998   |                 |
| 6  | Tod einer Therapeutin   |                 | 21 ottobre 1998   |                 |
| 7  | Sonderangebot           |                 | 18 novembre 1998  |                 |
| 8  | Brandmal                |                 | 25 novembre 1998  |                 |
| 9  | Notwehr                 |                 | 4 novembre 1998   |                 |
| 10 | Der Sündenbock          |                 | 2 dicembre 1998   |                 |
| 11 | Kennwort: Mord          |                 | 28 ottobre 1998   |                 |
| 12 | Mord im Auftrag         |                 | 11 novembre 1998  |                 |